# Hansjörg Lunger
Hansjörg Lunger (* 4. September 1964 in Karneid) ist ein italienischer Skibergsteiger.
Lunger begann 1985 mit dem Skibergsteigen und bestritt 2003 seinen ersten Wettkampf in dieser Sportart. Seit 2006 gehört er zur italienischen Nationalmannschaft. Er erzielte bei der Sella Ronda und bei der Transclautana erste Plätze sowie Platzierungen bei der Transcavallo, der Pierra Menta und Trofeo Mezzalama. Lunger war bis Herbst 2018 Hüttenwirt des „Schutzhauses Latzfonser Kreuz“ in den Sarntaler Alpen. Seine Tochter Tamara ist ebenfalls erfolgreiche Skibergsteigerin. 

## Erfolge (Auswahl)
- 2006:
  - 1. Platz Herrenstaffel bei der Weltmeisterschaft (mit Reichegger, Brunod und Giacomelli)
  - 1. beim Adamello Ski Raid (mit Giacomelli und Mezzanotte)
  - 2. Platz Fitschi Dachstein Xtreme
  - 5. Platz bei der Weltmeisterschaft Skibergsteigen Team mit Giacomelli
- 2007:
  - 1. Platz Sellaronda Skimarathon (mit Giacomelli)
  - 2. Platz beim Mountain Attack
  - 3. Platz bei der Traça Catalana
- 2008:
  - 1. Platz Sellaronda Skimarathon (mit Giacomelli; Streckenrekord)
  - 2. Platz bei der Weltmeisterschaft Skibergsteigen Team mit Giacomelli
  - 2. Platz beim Mountain Attack
  - 9. Platz beim Weltcup Skibergsteigen, Val d’Aran
- 2010:
  - 1. Platz Sellaronda Skimarathon (mit Giacomelli)

### Pierra Menta
- 2006: 2. Platz mit Guido Giacomelli
- 2007: 2. Platz mit Guido Giacomelli
- 2008: 2. Platz mit Guido Giacomelli

### Trofeo Mezzalama
- 2005: 4. Platz mit Alexander Lugger und Olivier Nägele
- 2007: 3. Platz mit Dennis Brunod und Manfred Reichegger